# Lógica de negócio

A lógica do negócio num modelo em três camadas.

Em engenharia de software, em particular em análise e desenho orientado a objectos, o termo lógica de negócio (em inglês: business logic) é a parte de um sistema que se encarrega das tarefas relacionadas com os processos de um negócio, tais como vendas, controle de inventário, contabilidade, etc.
São rotinas que realizam entradas de dados, consultas aos dados, geração de relatórios e mais especificamente todo o processamento que se realiza por trás da aplicação visível para o utilizador (Backoffice).